# 봉화거리
봉화거리(烽火거리, Ponghwa Street)는 조선민주주의인민공화국의 수도 평양직할시 보통강구역 중심을 지나가는 4차선의 도로이며 붉은거리와 모란봉거리를 연결한다. 서성거리 보통강구역 내 류경동, 보통강동, 석암동까지 도로가 이어져 있다. 이 거리는 황금벌역에서 시작되어 만수교까지 연결되며, 대략 4차선 정도 규모를 갖췄다.

## 교통
시내버스가 다닌다.

## 주요 시설
- 대보소학교
- 보통강유치원
- 보통강소학교
- 류경호텔
- 서장회관
- 황금벌역